# Hervey Allen
Hervey Allen, född 8 december 1889 i Pittsburgh, Pennsylvania, död 28 december 1949 i Coconut Grove, Florida, var en amerikansk författare.

## Biografi
Allen blev 1916 officer och deltog 1917-1918 i första världskriget, där han blev svårt sårad. Hemkommen studerade han 1920-1922 vid Harvard University och verkade en tid som lärare i engelska samt som föreläsare över modern historia vid skilda amerikanska universitet och högskolor.
Allen gjorde sig mest känd för den internationella bestsellern Anthony Adverse, en pikareskroman från napoleontiden. Därutöver märks historiska romaner, dikter, självbiografiska historier från första världskriget samt biografin Israfel. The Life and Times of Edgar Allan Poe (1926).